# إعلان سانت بطرسبرج 2007
إعلان سانت بيترسبرغ (بالإنجليزية: St. Petersburg Declaration)‏ هو بيان وتأكيد لحقوق الإنسان وحرية الفكر للمسلمين وغير المسلمين في العالم الإسلامي، أطلقته في مارس 2007 في سانت بيترسبرغ بولاية فلوريدا مجموعة من المفكرين والإصلاحيين من مجتمعات إسلامية.
أيد الإعلان عدد من الشخصيات منها ابن وراق وأفشين عليان وأمير طاهري وأيان حرسي علي وتوفيق عبدالحميد وحسن محمود وشاكر النابلسي وشهريار كبير وماندا زندإرفين ومثال الآلوسي ومجدي علام ونوني درويش ووفاء سلطان.

## نص الإعلان
- نحن مسلمون علمانيون، وأشخاص علمانيون من مجتمعات مسلمة. نحن مؤمنون، وشكاكون، وغير مؤمنين، جمعنا الصراع الكبير، ليس بين الغرب والإسلام، بل بين الأحرار وغير الأحرار.
- نؤكد على حرية الضمير الفردي التي لا يجوز انتهاكها. ونؤمن بالمساواة بين جميع البشر.
- نصرّ على فصل الدين عن الدولة، وعلى مراعاة حقوق الإنسان في العالم أجمع.
- نحن نجد في التاريخ الثري لمجتمعات ما قبل الإسلام والمجتمعات الإسلامية تقاليد من الحرية والعقلانية والتسامح. وهذه القيم لا تنتمي لا إلى الغرب ولا إلى الشرق، بل هي من الموروث الأخلاقي العام للبشرية.
- ولا نرى أي استعمارية أو عنصرية أو ما يسمى بالإسلاموفوبيا في إخضاع الممارسات الإسلامية للنقد أو الإدانة إذا انتهكت العقل البشري أو حقوق الإنسان.
- نناشد جميع حكومات العالم نبذ قانون الشريعة، ومحاكم الفتوى، والحكم الديني، وفرض الأنظمة للدين بكافة صوره، وأن تعارض جميع العقوبات التي توقع عن التجديف والردة، بما يتوافق مع المادة 18 من الإعلان العالمي لحقوق الإنسان، وأن تلغي ممارسات منها ختان الإناث والقتل من أجل الشرف والإجبار على ارتداء الحجاب والإكراه على الزواج، والتي تعزز من قهر النساء، وأن تحمي الأقليات الجنسية والنوعية من الاضطهاد والعنف، وأن تصلح التعليم الطائفي الذي يبث التطرف والتعصب الأعمى تجاه غير المسلمين، وأن تتبنى جواً عاماً تناقش فيه كل الأمور بلا إكراه أو ترهيب.
- نطالب بتحرير الإسلام من خضوعه للتطلعات الاستبدادية لرجال تواقين إلى السلطة ومن القيود الصارمة للسلفية الدينية.
- نطالب الأكاديميين والمفكرين في كل مكان بالشروع في فحص أصول ومصادر الإسلام بغير خوف، وبنشر مُثُل البحث العلمي والروحي الحر عن طريق الترجمة والنشر والإعلام العابر للثقافات.
- نقول للمؤمنين بالإسلام: ليس هناك مستقبل مميز للإسلام كعقيدة شخصية، ولا كتعاليم سياسية، ونقول للمسيحيين واليهود والبوذيين والهندوس والبهائيين وكل من ينتمون إلى مجتمعات لا تدين بالإسلام: نحن نقف معكم كمواطنين أحرار وعلى قدم المساواة، ونقول لمن لا يؤمنون بالأديان: نحن ندافع عن حريتكم المطلقة في التشكك والاختلاف.
- وقبل أن يكون أي منا أحداً من أفراد الأمة، أو جسد المسيح، أو شعب الله المختار، فنحن جميعاً أعضاء في مجتمع الضمير، وقوم يجب أن يختاروا لأنفسهم.